# Tomatis-luistertherapie
De Tomatis-luistertherapie is een door Alfred Tomatis ontwikkelde alternatieve geneeswijze. De effecten van de therapie zijn niet wetenschappelijk aangetoond. Het wordt een Audio-Psycho-Fonologische methode genoemd, welke bij geestelijke en lichamelijke problemen helend zou werken. De therapie zou een blijvende uitwerking hebben op het gehoor, de stem, houding en psyche en daardoor op het gehele functioneren. Het is een training van de oren om de luistervaardigheid te verbeteren. Dit wordt gedaan met behulp van elektronische apparatuur en muziek van onder andere Mozart. Volgens deze leer is horen, maar vooral luisteren, de basis van de communicatie met jezelf en anderen. Het oor hoort altijd, onbewust en passief. Luisteren doe je bewust en actief.
Het oor speelt een belangrijke rol in onze taalontwikkeling, die weer de basis is voor de ontwikkeling van spreken, rekenen, motoriek enz. Dit begint zelfs al vroeg in de baarmoeder. bron?
Deze methode wordt gebruikt voor mensen die problemen hebben met onder andere ADHD, autisme, communicatie, concentratie, dyslexie, gedrag, geheugen, gehoor, motoriek, stem, tinnitus enz. Ook bij klachten over angst, burn-out, depressie, duizeligheid, slaapstoornissen, stress, voor jezelf opkomen enz. De Tomatis-methode zou ook toegepast kunnen worden om de persoonlijke groei en bewustwording te bevorderen.